# Rhythm REPUBLIC
Rhythm REPUBLIC（リズム・リパブリック）は、エイベックス・グループ・ホールディングスのインディーズレーベル。同じ名前を受け継ぐレコード会社#日本国内の主なレコード会社（メジャー・レーベル）rhythm zoneとは兄弟レーベルである。

## 所属アーティスト
- GTS、シングルを本レーベルからリリースしている。アルバムはavex traxから発売された。
- TOKYO BEAT SOCIETY
- 森恵
- Dream、avex traxからRhythm REPUBLICを経てrhythm zoneに移籍。

### 一時使用
エイベックスに所属するアーティストがリミックス盤やアナログ盤をリリースする際に本レーベルを使用する場合がある。（ ）内はメイン・レーベル。
- 坂本龍一 (commmons)
- 浜崎あゆみ (avex trax)
- globe (avex globe)
- 東京スカパラダイスオーケストラ (cutting edge)
- EXILE (rhythm zone)
- SUITE CHIC (avex trax)
- Fantastic Plastic Machine (avex trax)
- 倖田來未 (rhythm zone)
- 島袋寛子/hiro/Coco d'Or (SONIC GROOVE)
- BoA (avex trax)
- 島谷ひとみ (avex trax)
- 鈴木亜美 (avex trax)
- ravex (avex trax)
- Q;indivi (avex trax)

ほか多数

## かつて所属していたアーティスト
- m-flo（rhythm zoneへ移籍）
- MiMyCEN（ミミセン）
  - Coming Century（avex trax所属）の別名義ユニット。シングルリリース時に本レーベルを使用していた。
- Retro G-Style（rhythm zoneへ移籍）
  - 2004年（平成16年）解散
- 朝比奈亜希（avex traxへ移籍→現在は不明）
- RAM RIDER（rhythm zoneへ移籍）
- 市川藍（cutting edgeへ移籍→現在は不明）
- Kat McDowell（binyl recordsへ移籍）
- Clazziquai Project（avex traxと併用→UNIVERSAL Jへ移籍）
- RATHER UNIQUE（rhythm zoneへ移籍）
  - 現在は活動休止中
- PANG（cutting edgeへ移籍）
- MICRON' STUFF（rhythm zoneへ移籍）
- SUEMITSU & THE SUEMITH（キューンレコードへ移籍→MEDIA FACTORYへ移籍）
  - 現在は"末光篤"（本名）に改名。所属事務所はtearbridge production。
- Rickie-G（RIDDIM ZONE〈rhythm zone内レーベル〉へ移籍）
- Sonar Pocket（アイランドへ移籍）
- NEVER LAND（rhythm zoneへ移籍）
- BRIGHT（rhythm zoneへ移籍）
- 今井絵理子（SONIC GROOVEへ再移籍）
  - elly名義でのアルバム発売時に本レーベルを使用していた
- twenty4-7（rhythm zoneへ移籍）
- JANEL（rhythm zoneへ移籍）
- miray（rhythm zoneへ移籍）
- more deep